# Bălan
Bălan là một thị xã thuộc hạt Harghita, România. Dân số thời điểm năm 2002 là 7902 người.